# Stuart Heisler
Pour les articles homonymes, voir Heisler.
Stuart Heisler (né le 5 décembre 1896 à Los Angeles, en Californie et mort le 21 août 1979 à San Diego) est un, monteur, réalisateur et scénariste américain.
Il se tourne en 1962 vers la télévision où il finit sa carrière.

## Filmographie

### Comme monteur
- 1921 : Le Signal de l'amour (The Love Light)
- 1921 : They Shall Pay
- 1924 : Cytherea
- 1924 : Tarnish (en)
- 1924 : In Hollywood with Potash and Perlmutter
- 1925 : A Thief in Paradise (en)
- 1925 : La Flamme victorieuse (His Supreme Moment) de George Fitzmaurice
- 1925 : Le Sublime Sacrifice de Stella Dallas
- 1927 : The Love Mart
- 1928 : Lady Be Good
- 1928 : Three-Ring Marriage
- 1928 : Do Your Duty
- 1928 : Forains (The Barker) de George Fitzmaurice
- 1929 : His Captive Woman
- 1929 : Hard to Get
- 1929 : Condamné (Condemned!)
- 1930 : Raffles
- 1930 : Whoopee!
- 1931 : One Heavenly Night
- 1932 : The Greeks Had a Word for Them
- 1932 : Kid d'Espagne (The Kid from Spain)
- 1933 : The Masquerader
- 1933 : Scandales romains (Roman Scandals)
- 1934 : We're Not Dressing
- 1934 : Kid Millions
- 1935 : Soir de noces (The Wedding Night)
- 1935 : Brigade spéciale (Men Without Names), de Ralph Murphy
- 1935 : Peter Ibbetson
- 1936 : Annie du Klondike (Klondike Annie)
- 1936 : Poppy
- 1936 : The Big Broadcast of 1937

### Comme réalisateur

#### Cinéma
- 1936 : Straight from the Shoulder
- 1937 : The Hurricane (réalisation seconde équipe)
- 1938 : Madame et son cowboy (The Cowboy and the Lady) (réalisation seconde équipe)
- 1940 : The Biscuit Eater
- 1941 : The Monster and the Girl (en)
- 1941 : Among the Living
- 1942 : André et les Fantômes (The Remarkable Andrew)
- 1942 : La Clé de verre (The Glass Key)
- 1944 : The Negro Soldier
- 1945 : Le Grand Bill (Along Came Jones)
- 1946 : La Mélodie du bonheur (Blue Skies)
- 1947 : Une vie perdue (Smash-Up: The Story of a Woman)
- 1949 : Tulsa
- 1949 : Tokyo Joe
- 1950 : Pilote du diable (Chain Lightning)
- 1950 : Vengeance corse (Vendetta) (coréalisation)
- 1950 : Dallas, ville frontière (Dallas)
- 1951 : Storm Warning
- 1951 : Journey into Light
- 1952 : L'Île du désir (Saturday Island)
- 1952 : La Star (The Star)
- 1954 : La Patrouille infernale (Beachhead)
- 1954 : Toi mon amour (This Is My Love)
- 1955 : La Peur au ventre (I Died a Thousand Times)
- 1956 : Le Justicier solitaire (The Lone Ranger)
- 1956 : Collines brûlantes (The Burning Hills)
- 1962 : La Vie privée d'Hitler

#### Télévision
- 1958 : 77 Sunset Strip (série télévisée)
- 1959-1960 : Rawhide (série télévisée)
- 1962 : Le Virginien ("The Virginian") (série télévisée)

### Comme scénariste
- 1924 : L'Étranger silencieux (The Silent Stranger) d'Albert S. Rogell
- 1952 : L'Île du désir (Saturday Island)